# Hylinae
Sous-famille
Les Hylinae sont une sous-famille d'amphibiens de la famille des Hylidae. Elle a été créée par Constantine Samuel Rafinesque (1793-1840) en 1815.

## Répartition
Les 162 espèces de ces 18 genres se rencontrent en Amérique, en Eurasie tempérée, dans l'extrême Nord de l'Afrique et au Japon. 

## Liste des genres
Selon Amphibian Species of the World (9 juin 2017) :
- genre Anotheca Smith, 1939
- genre Bromeliohyla Faivovich, Haddad, Garcia, Frost, Campbell, & Wheeler, 2005
- genre Charadrahyla Faivovich, Haddad, Garcia, Frost, Campbell, & Wheeler, 2005
- genre Diaglena Cope, 1887
- genre Dryophytes Fitzinger, 1843
- genre Duellmanohyla Campbell & Smith, 1992
- genre Ecnomiohyla Faivovich, Haddad, Garcia, Frost, Campbell, & Wheeler, 2005
- genre Exerodonta Brocchi, 1879
- genre Hyla Laurenti, 1768
- genre Isthmohyla Faivovich, Haddad, Garcia, Frost, Campbell, & Wheeler, 2005
- genre Megastomatohyla Faivovich, Haddad, Garcia, Frost, Campbell, & Wheeler, 2005
- genre Plectrohyla Brocchi, 1877
- genre Ptychohyla Taylor, 1944
- genre Rheohyla Duellman, Marion, & Hedges, 2016
- genre Sarcohyla Duellman, Marion, & Hedges, 2016
- genre Smilisca Cope, 1865
- genre Tlalocohyla Faivovich, Haddad, Garcia, Frost, Campbell, & Wheeler, 2005
- genre Triprion Cope, 1866

## Publication originale
- Rafinesque-Schmaltz, 1815 : Analyse de la nature ou tableau de Iunivers et des corps organises. Palermo. p. 1-224.